# Порт-де-Савуа
Порт-де-Савуа (фр. Porte-de-Savoie) — муніципалітет у Франції, у регіоні Овернь-Рона-Альпи, департамент Савоя. Порт-де-Савуа утворено 1 січня 2019 року шляхом злиття муніципалітетів Франсен i Ле-Марш. Адміністративним центром муніципалітету є Ле-Марш. Населення — 3887 осіб (01.01.2021).